# Hem-Monacu
Hem-Monacu è un comune francese di 133 abitanti situato nel dipartimento della Somme nella regione dell'Alta Francia.

## Società

### Evoluzione demografica
Abitanti censiti